# توماس دی. شال
توماس دیوید شال (به انگلیسی: Thomas David Schall) زاده ۴ ژوئن ۱۸۷۸ - درگذشته ۲۲ دسامبر ۱۹۳۵ سناتور سابق عضو حزب جمهوری‌خواه ایالات متحده آمریکا بود. وی در سال ۱۹۲۵ تا ۱۹۳۵ میلادی سناتور ایالت مینه‌سوتا در سنای ایالات متحده آمریکا بود.